# Szeg (rögzítőelem)

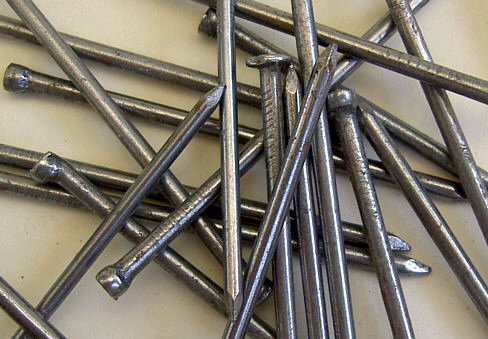
Szegek

Az építészetben, építkezésben és famegmunkálásban, valamint a gépiparban használt szeg (nem szakszövegekben sokszor szög) tű alakú, hegyes, átmérőjéhez képest hosszúkás, kemény fémből, acélból vagy valamilyen ötvözetből készült eszköz, amelynek rendeltetése két vagy több testet egymáshoz rögzíteni.
Régebben vasból kovácsolással készítették, de napjainkban a szegek acélból készülnek, gyakran korrozióvédő bevonattal, amely rossz időjárási körülmények, vagy korrozív környezet esetén is megakadályozza a szeg elrozsdásodását.
A faanyagokhoz használt szeget általában lágyabb acélból (kb. 0,1% széntartalmú, időnként szilikont vagy magnéziumot is tartalmazó acélötvözetből) készítik, a betonba vagy falba verhető szeget széntartalma magasabb (0,5-0,75%). Az asztalosok, kerékgyártók, vagy vargák használtak fából készült szegeket is - napjainkban a csak fából készült épületek építésénél is ezeket alkalmazzák.
A szegeket általában kalapáccsal, sűrített levegővel működő szegbelövővel vagy pedig kis robbanótöltettel juttatják a helyükre. A szegek különféle anyagokat rögzítenek egymáshoz, a szeg tengelyével párhuzamos irányban a szeg és a rögzítendő anyag közötti súrlódási ellenállás, míg erre merőleges irányban a szeg nyírási ellenállása akadályozza meg az anyagok elmozdulását. A szeg fejének speciális kialakítása vagy a szeg elgörbítése akadályozza meg a szeg meglazulását.
A szegeket számos formában, leggyakrabban húzással készítik. A szeghez hasonló eszköz még a gombostű, a rajzszeg, az ácskapocs. A magyar nyelvben számos, a rendeltetését jelző összetett szóban feltűnik: derékszeg a szekérben, járomszeg, koporsószeg, zsindelyszeg, lécszeg, sínszeg, patkószeg, kerékszeg, rúdszeg, tengelyszeg, sasszeg, kalapos szeg, valamint csapszeg, rögzítőszeg, kúposszeg, simaszeg, illesztőszeg, szegecsszeg, hasított szeg stb.

## A szeg története

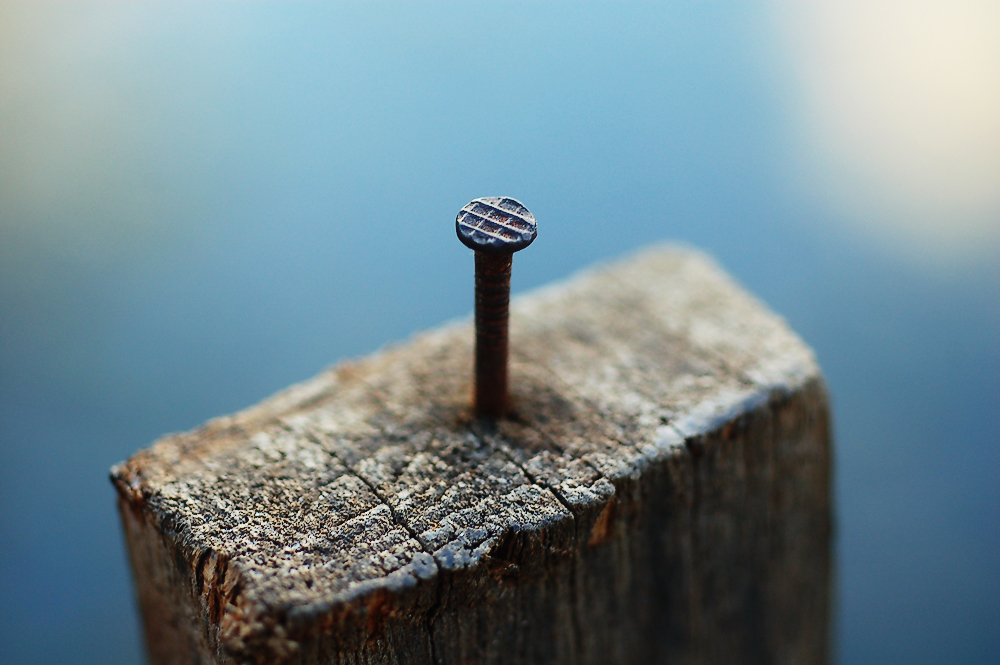
A szegeket leggyakrabban kalapáccsal verik be, elsődleges felhasználási területük a famegmunkálás

Az első szegeket feltehetően az ókori Rómában is ismerték és készítették. A Bibliában is fennmaradt egy utalás a Salamon templomának felépítéséhez szükséges szegek elkészítéséhez vas alapanyag biztosítására.
A 18. századig a szegeket kézzel készítették a kovácsok (vagy szegkovácsok), egy másik mesterember pedig a szeg kialakításához szükséges, egyenlő hosszúságú vastömböket készítette. Utóbbit ugyan az 1590-es évektől kezdve Angliában gépek végezték, de a szegkészítő gépek csak a 19. században terjedtek el.

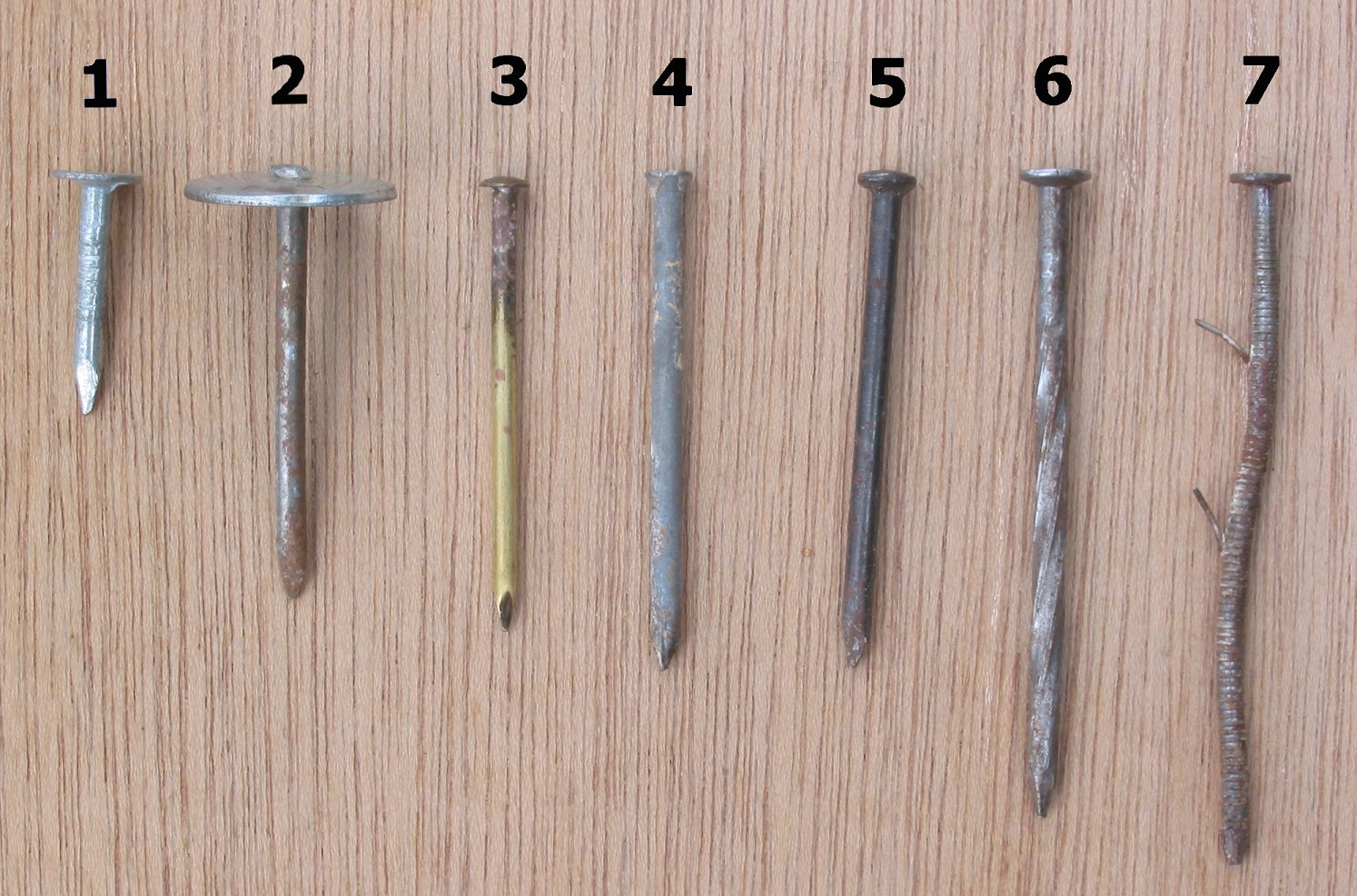
Különféle szegek

A szegkészítést kétféleképpen lehet gépesíteni: a vágott szegeket egy lapos acéllemezből vágja ki a gép, míg a drótszeget acélszálból húzzák.